# Melaloncha nigrifrons
Melaloncha nigrifrons är en tvåvingeart som beskrevs av Borgmeier 1971. Melaloncha nigrifrons ingår i släktet Melaloncha och familjen puckelflugor.
Artens utbredningsområde är Costa Rica. Inga underarter finns listade i Catalogue of Life.